# Beretta 92
A Beretta 92 (também conhecida como Beretta 96 e Beretta 98) é um modelo de pistola semiautomática por ação de recuo, desenvolvida e produzida pela empresa Beretta da Itália. Seu design foi criado em 1972 e foi produzida, sob diferentes variantes, por diversos países. Nações como Brasil, Estados Unidos, Índia, México e Portugal utilizam amplamente esta arma.

## Histórico

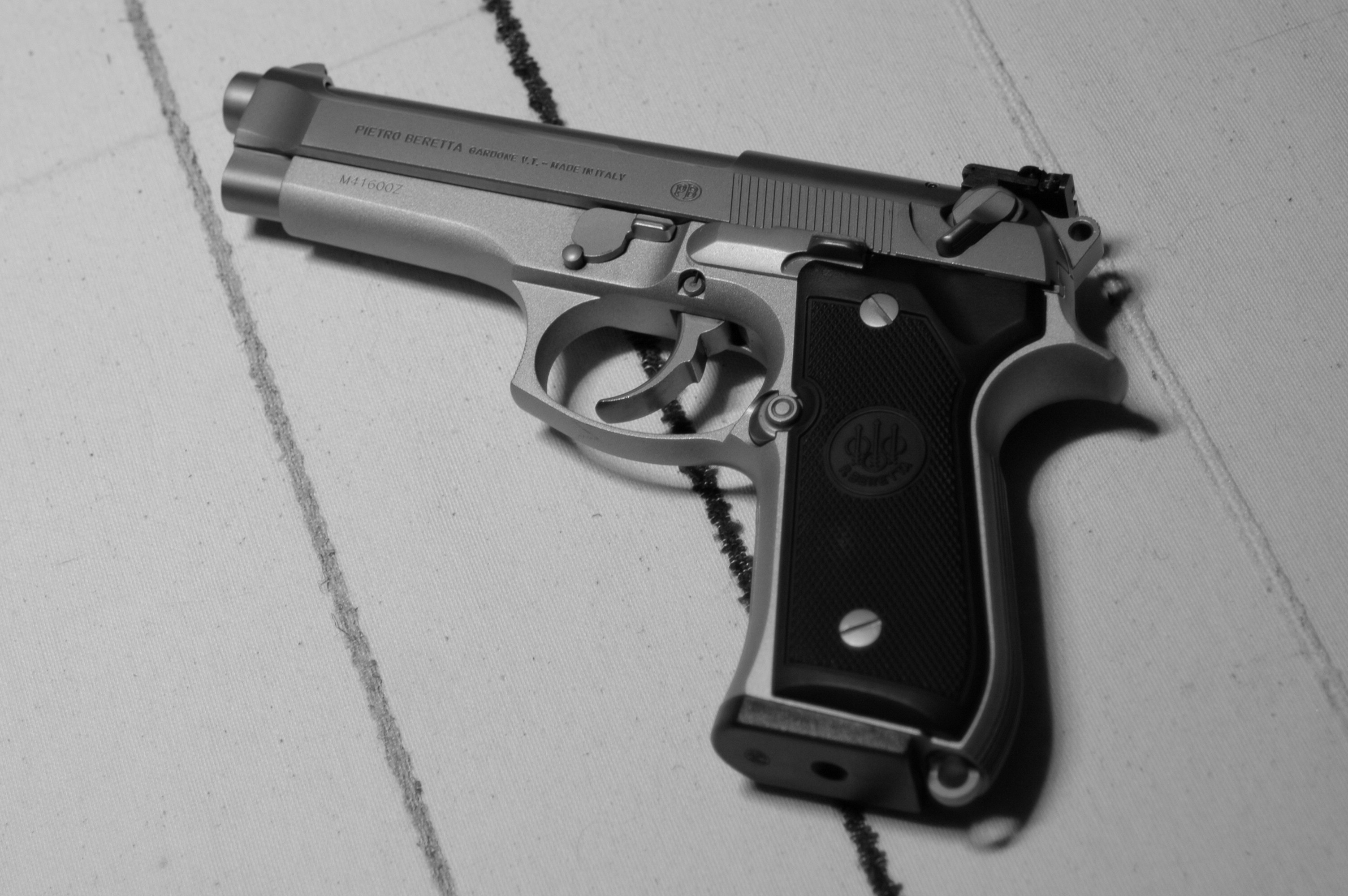
Uma Beretta 92FS Inox.

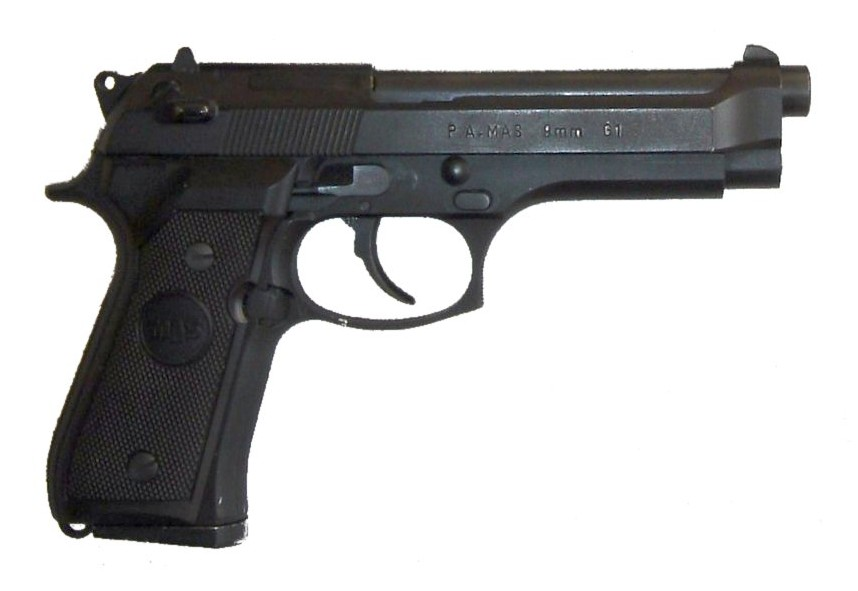
A variante PAMAS G1 fabricada na França.

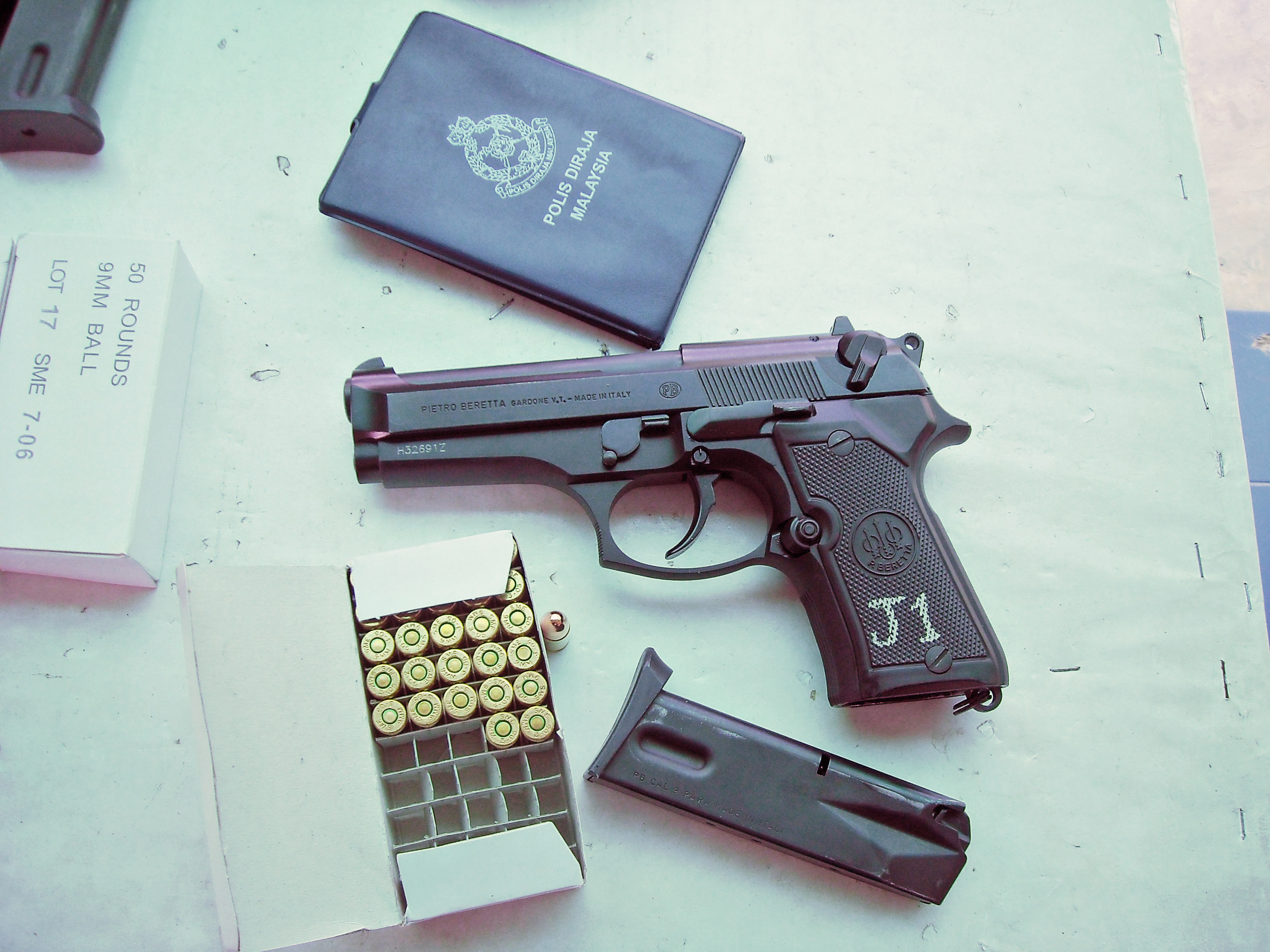
Beretta 92 Compact.

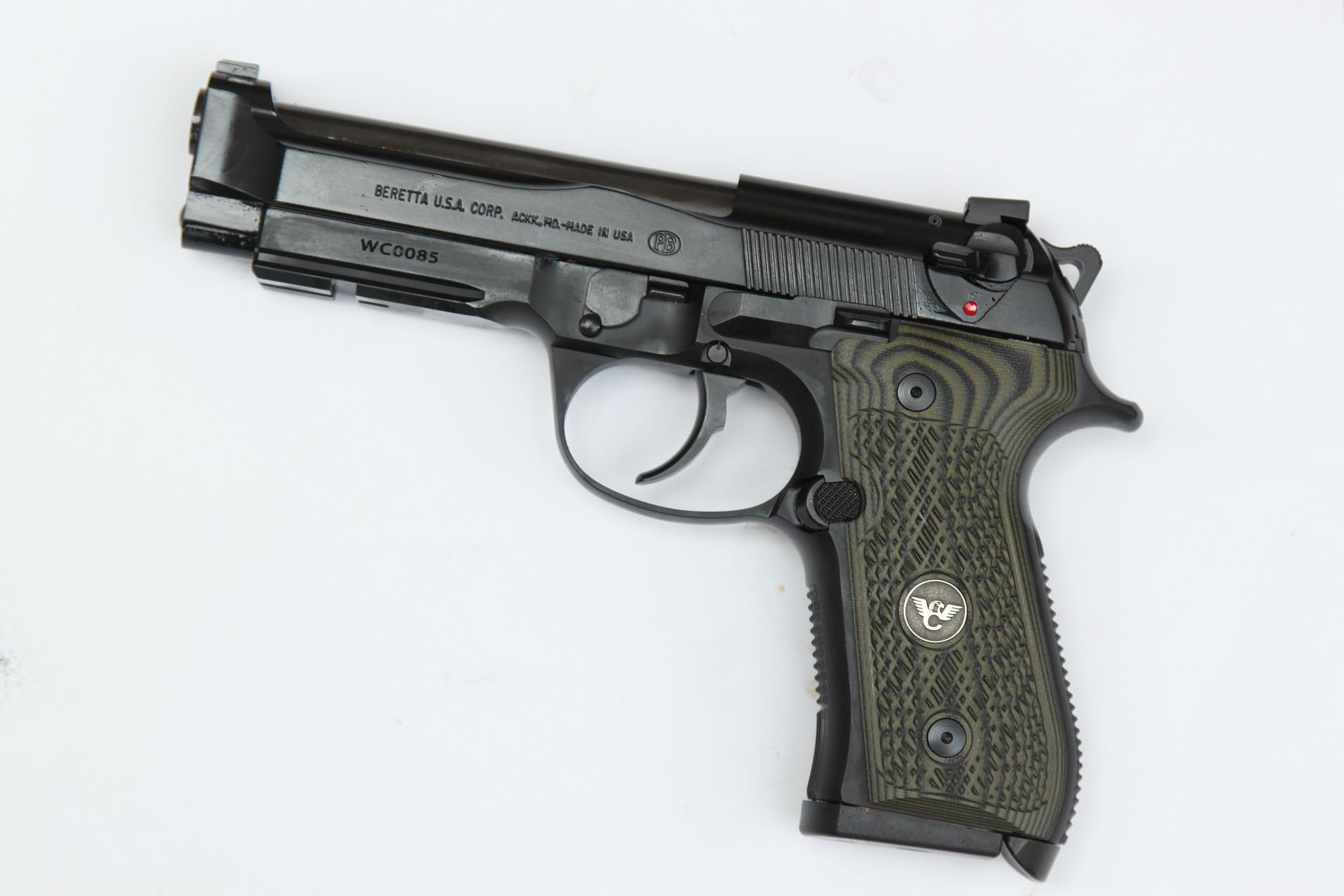
Beretta/Wilson 92G Brigadier Combat.

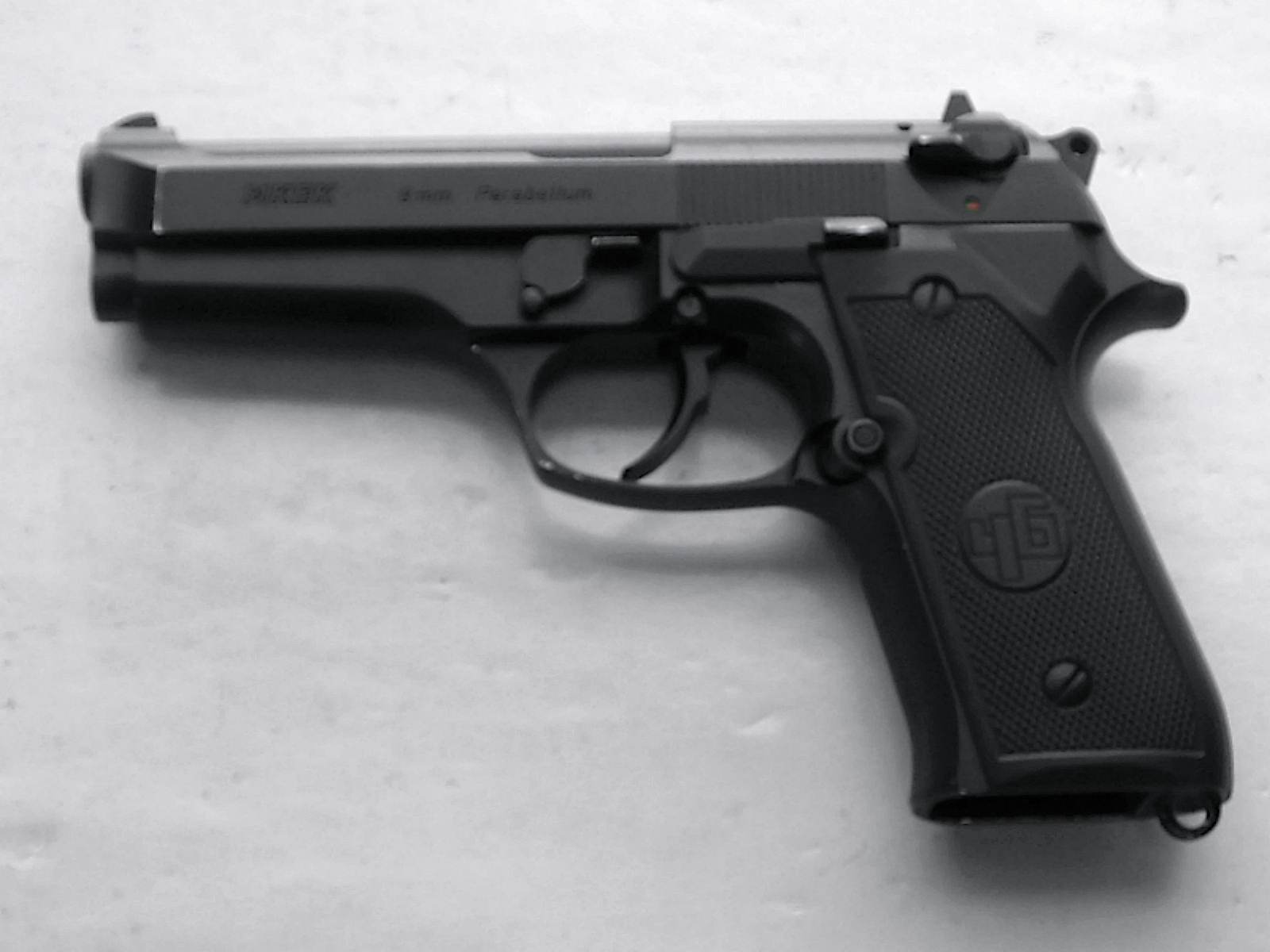
Cópia turca da Beretta 92, a "Yavuz 16 Compact".

A pistola Beretta 92 evoluiu de designs anteriores da Beretta, mais notavelmente a M1923 e a M1951. Do M1923 vem o design de corrediça ("slide") aberta, enquanto a estrutura de liga e o bloco de travamento do cano, originalmente da Walther P38, foram usados pela primeira vez no M1951. O ângulo de empunhadura e a mira frontal integrada ao slide também eram comuns às pistolas Beretta anteriores. Quais foram talvez as duas características de design avançado mais importantes do Modelo 92 apareceram pela primeira vez em seu predecessor imediato de 1974 no Calibre .380, a Beretta Série 81. Essas melhorias envolviam o carregador, que apresentava alimentação direta; ou seja, não havia rampa de alimentação entre o carregador e a câmara (uma inovação da Beretta em pistolas). Além disso, o carregador tinha um design de "pilha dupla", um recurso originalmente introduzido em 1935 na Browning Hi-Power.
Carlo Beretta, Giuseppe Mazzetti e Vittorio Valle, todos experientes designers de armas de fogo, contribuíram para o design final em 1975.

## Cópias

### Brasil
No Brasil, ela recebeu a designação de M975, quando a patente expirou e a Taurus, começou a fabricá-la localmente.

### Egito
O Egito produziu a Beretta 92 sob licença como Helwan 920 com o botão de liberação do carregador na parte inferior do mesmo.

### África do Sul
Vektor Z-88 (ver também Vektor SP1).

### Turquia
As empresas turcas MKEK e GİRSAN fabricaram uma cópia da Beretta 92F como "Yavuz 16" para as Forças Armadas turcas e a Direção Geral de Segurança. Especulou-se que eles estavam sendo feitos sob contrato da Beretta. Algumas dessas pistolas foram importadas para os Estados Unidos pela empresa American Tactical Imports como "American Tactical 92" ou "AT-92". A "Yavuz 16" foi exportada para Canadá, Colômbia, Geórgia, Malásia e Síria.